# Pogonia
Pogonia,  es un género   de orquídeas de hábitos terrestres. Crecen tanto en áreas húmedas, como en  las secas, pero siempre en lugares abiertos y soleados de América del Norte,  Oriente Medio y Asia incluida Japón.

## Descripción
Como las del género Pogoniopsis, son especies sin los tubérculos radiculares existentes en las especies de otros géneros de este tribu. 
Las plantas son de aproximadamente 30 centímetros de altura y se extienden a través de largos rizomas subterráneos. Las flores, generalmente solitarias, son vistosas, con el labio muy papiloso y bastantes flecos en los márgenes.

## Especies
1. Pogonia japonica Rchb.f., Linnaea 25: 228 (1852).
2. Pogonia kungii Tang & F.T.Wang, Contr. Inst. Bot. Natl. Acad. Peiping 2: 135 (1934).
3. Pogonia minor (Makino) Makino, Bot. Mag. (Tokyo) 23: 137 (1909).
4. Pogonia ophioglossoides (L.) Ker Gawl., Bot. Reg. 2: t. 148 (1816).
5. Pogonia parvula Schltr., Repert. Spec. Nov. Regni Veg. Beih. 4: 54 (1919).
6. Pogonia trinervia (Roxb.) Voigt, Hort. Suburb. Calcutt.: 632 (1845).
7. Pogonia yunnanensis Finet, Bull. Soc. Bot. France 44: 419 (1897).